# 新乌津骚乱 (1989年)
新烏津騷亂（俄语：События в Новом Узене），又稱新烏津屠殺，是1989年6月17—28日在哈薩克蘇維埃社會主義共和國扎瑙津的哈薩克人與北高加索人之間的種族衝突。
暴亂形成的因素有當時民衆對社會强烈的不滿，猖獗的流氓行爲，年輕人的叛亂，反蘇聯的政治宣傳 以及 與來自北高加索移民的種族衝突。確切的死亡人數未知(有指死亡人數有4-200人不等)。關於造成暴亂的調查文件有部分被銷毀，部分則被保密起來不對外公佈。暴亂最後被特種部隊鎮壓。

## 歷史
1989年6月16日的新烏津，一群年輕的哈薩克人與來自高加索的移民在舞池附近發生了肢體衝突。暴亂在隔天開始。
6月19日哈薩克蘇維埃社會主義共和國最高蘇維埃宣佈新烏津實施宵禁。爲了鎮壓這場暴亂。政府出動了裝甲運兵車，坦克，戰鬥直升機及其他軍備。在第四天成功鎮壓了暴亂，鎮壓行動導致數人死亡。
值得注意的是，在1989年哈薩克族人的人數首次佔了新烏津總人數超過一半，達到50.6% (24600人)。